# Marcus Æmilius Lepidus (consul en -78)
Pour les articles homonymes, voir Aemilius Lepidus.
Marcus Aemilius Lepidus (120-77 av. J.-C.) est un homme politique de la République romaine au début du Ier siècle av. J.-C., père du triumvir Marcus Aemilius Lepidus (consul en 46 av. J.-C.).

## Biographie
Après avoir été édile en 86 av. J.-C., il s'enrichit lors des proscriptions de Sylla. Il est préteur en Sicile en 80 av. J.-C.. À l'issue de sa préture, il est poursuivi en justice par Quintus Caecilius Metellus Celer et Quintus Caecilius Metellus Nepos, deux frères, pour extorsion de fonds. Il est cependant acquitté.
Lepidus est élu consul en juillet 79 av. J.-C., juste avant que Sylla quitte le pouvoir.
En janvier 78 av. J.-C., il commence son mandat, l'année de la mort de Sylla. Il voulut rappeler les exilés de la précédente guerre civile, rendre aux paysans des terres confisquées et données aux vétérans de Sylla, et promulguer une loi frumentaire. Il se heurte au Sénat, qui n'accepte que la loi frumentaire et s'oppose aux autres mesures.

### Fin de vie
En 77 av. J.-C., il prit le parti des insurgés qui tentent une révolte en Étrurie, où nombre de terres ont été confisquées par Sylla pour ses vétérans. Il réclame un second consulat et le rétablissement des prérogatives des tribuns de la plèbe abolies par Sylla. Le Sénat le proclame « ennemi public », et un senatus consultum ultimum permet au jeune Pompée de le poursuivre à la tête d'une armée de vétérans, héritage de son père. Lepidus est battu, pratiquement sans combats à cause de la défection de son principal lieutenant. Il se réfugie en Sardaigne, où il meurt peu après,.
Les 20 000 autres survivants d'Étrurie suivent Perpenna en Hispanie, autre front de résistance des populares, derrière Sertorius.